# Mourad Khen
 (juin 2017).
Si vous disposez d'ouvrages ou d'articles de référence ou si vous connaissez des sites web de qualité traitant du thème abordé ici, merci de compléter l'article en donnant les références utiles à sa vérifiabilité et en les liant à la section « Notes et références ».
Mourad Khen (en Arabe :  مراد خان) est un acteur et producteur de cinéma algérien né le 26 décembre 1963. Il est surtout connu pour ses caméras cachées. Il a également tourné dans de nombreux films, drames et comédies.
Il a travaillé avec le réalisateur Merzak Allouache dans le film Bab El-Oued City (1996). En 2013 il a travaillé avec le même réalisateur dans le film Les Terrasses. Il a aussi joué dans Mascarades de Lyes Salem.
Mourad Khen accède à une notoriété importante grâce à L'Autre visage, une émission de caméra cachée qui passe à la télévision tout au long du ramadan.

## Biographie
Mourad Khen a joué dans les films Mascarades,, Hors-la-loi et La Route d'Istanbul présente sa première réalisation dans un film intitulé Amertume. Samir Ben Alla, comédien, présente lui aussi sa première réalisation dans un film ayant pour titre Douleur.
Mourad Khen accède à une notoriété important grâce à L'Autre visage, une émission de caméra cachée qui passe à la télévision tout au long du ramadan. Mais avant d'être un «sacré piégeur», Mourad Khan est d'abord un comédien de tout temps animé par la passion de la comédie, qu'elle soit portée sur les planches ou à l'écran. L'essentiel, pour lui, est de jouer et de faire valoir son talent de comédien ; la caméra cachée[style à revoir] lui a permis de saisir sa chance, puisqu'il est déjà sollicité par Hamadi, un metteur en scène, pour jouer dans une pièce ayant pour titre Point d'interrogation.

## Filmographie
- 1994 : Bab El-Oued City de Merzak Allouache
- 2005 : El Badhra : le promoteur immobilier
- 2007 : Morituri d'Okacha Touita
- 2007 : Zounqa Story
- 2007 : Les Nuits blanches - (Elayali El-Bayda), Krimou
- 2005 : Hakda Ouella Kter - (Caméra cachée)
- 2008 : Mascarades de Lyes Salem
- 2010 : Hors-la-loi de Rachid Bouchareb
- 2011 : Djemei Family 3 de Djaafar Gacem, le serveur du café (un seul épisode, saison 3)
- 2011 : Didine le roi du Burger, M. le PDG
- 2013  El Z'har Makach saison 2 - épisode 02
- 2013 : Les Terrasses de Merzak Allouache
- 2013 : Alqli da (caméra cachée)
- 2012 : Gol asah (caméra cachée)
- 2015 : Les Portes du soleil
- 2015 : Rayeh Djey (رايح جاي), le gardien de parking.
- 2015 :  Tinzert  court métrage
- 2016 : La Route d'Istanbul de Rachid Bouchareb
- 2017 : Bibiche & Bibicha saison 4
- 2020 : fina ou alina saison 1 de Rafik Anik
- 2020 : Point zéro  de Nassim Boumaiza
- 2021 : camera cache nodjom wa hikayat
- 2021 : FEL BATIMA (sitcom)
- 2023 : bo fartatou house
- 2023 : EDAMMA
- 2023 ;  Omar la fraise d'Elias Belkeddar :

## Comme réalisateur
- 2019 :  L'amertume   court métrage      réalisé par  Mourad Khane
- 2020 :  Le Dernier Mot  (Kalma El Akhira)  court métrage   réalisé par  Mourad Khane  et  Yousef Bentis

## Théâtre
Reporté à l'heure   مؤجل الى حين.                        
TAHWISSA     